# Soleira (envelhecimento)

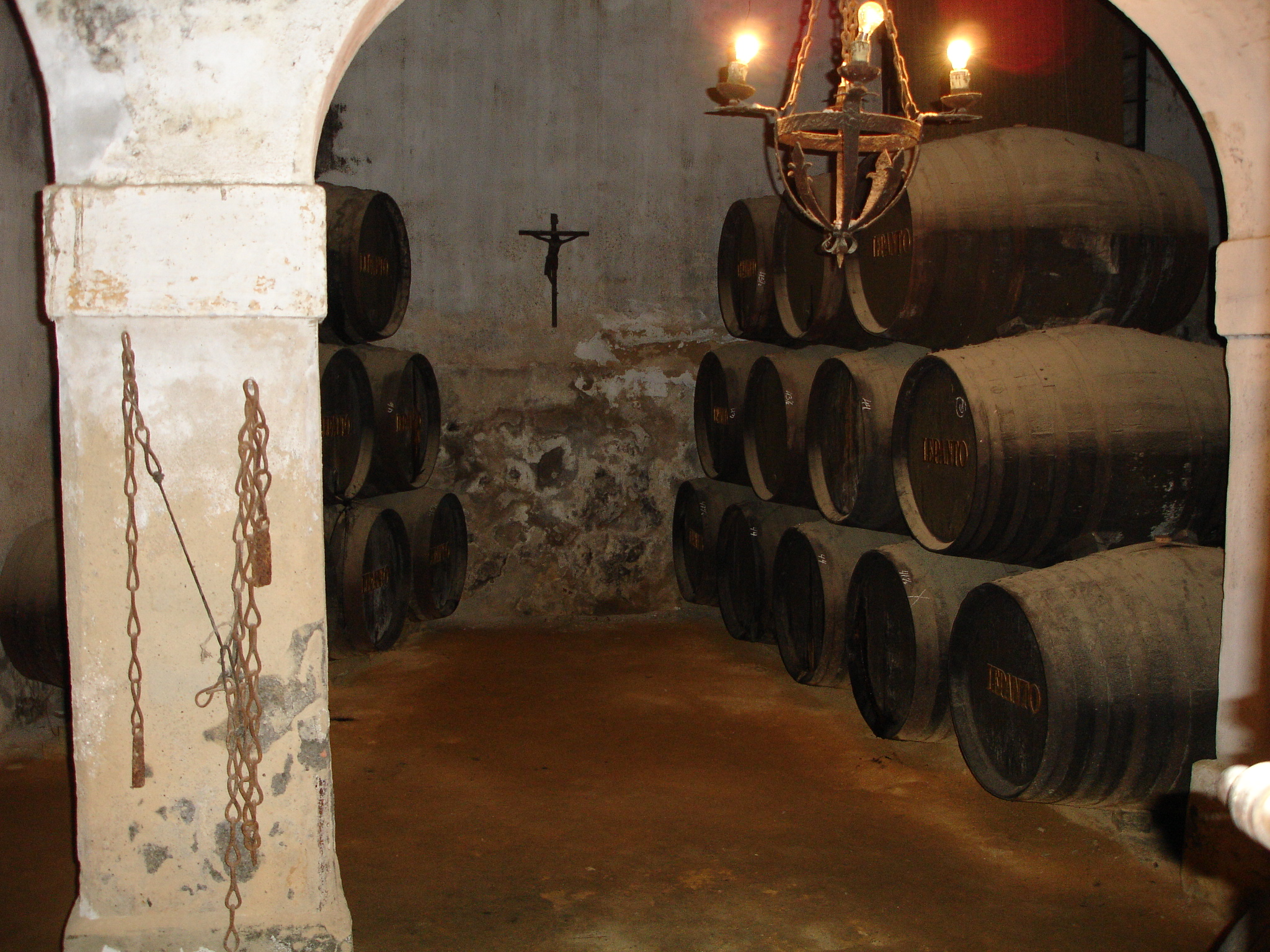
Xerez envelhecendo em barris.

A soleira consiste em um conjunto de barris de madeira usados para envelhecimento de bebidas como xerez, Marsala, Mavrodafni (uma qualidade de vinho grego fortificado), Muscadelle e vinagre balsâmico. Normalmente, os barris são empilhados de forma que os vinhos mais antigos fiquem em baixo, no solo (daí o nome soleira), e os mais novos no topo. Algumas soleiras empilham cinco níveis de barris. Os vinhos do topo são os vinhos do ano (añada, em espanhol).  Uma porção de vinho do barril mais antigo é removida e engarrafada. A parte utilizada é reposta com vinho do penúltimo barril, seguindo assim sucessivamente até que o primeiro deles seja completado com vinho novo.
Vinhos envelhecidos no sistema de soleira não pode ser safrados, pois o conteúdo de uma garrafa contém uma mistura do produto de diversas vindimas. O último barril utilizado no processo normalmente tem uma parte (ainda que ínfima) do primeiro vinho que recebeu, normalmente há centenas de anos. De qualquer forma, a técnica utilizada para atestar o período de envelhecimento conjuga o número de barris utilizados e o período de transferência (por exemplo: o produto de um processo que utiliza 10 barris e período de transferência de 1 ano pode ser certificado como "10 anos", apesar de a idade média do mesmo ser maior que esta, devido à mistura com produtos de ciclos anteriores). Pode ser indicado, no rótulo, a idade da soleira.
Este processo é chamado de Solera na Espanha e de in perpetuum na Sicília, onde é feito vinho Marsala.

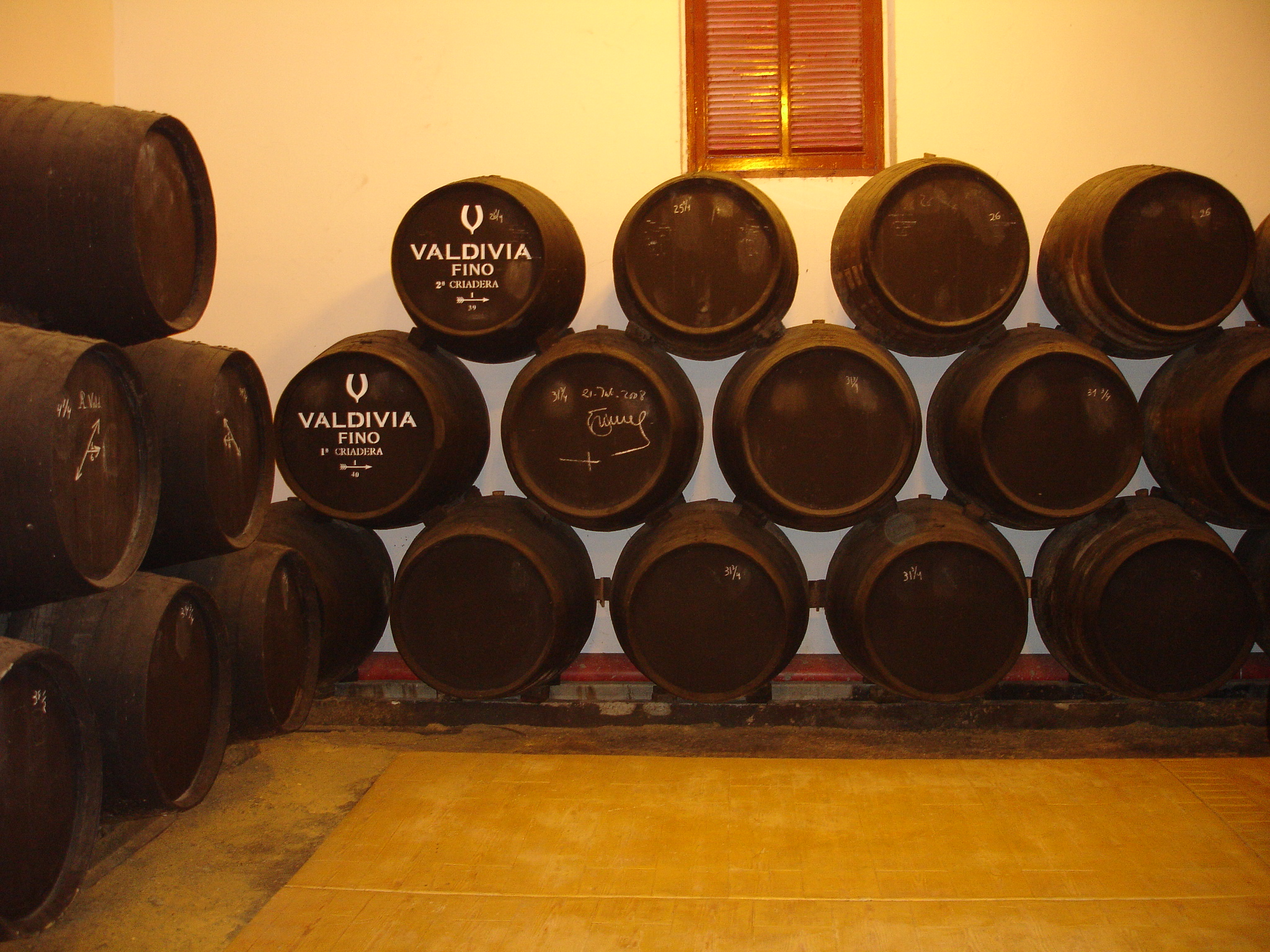
Empilhamento dos barris de xerez.

O vinho acrescentado aos barris não se mistura de forma homogênea.
Os barris de uma soleira têm, em média, cem anos.
Por lei, a cada ano, só se pode retirar 30% do vinho da soleira.

## Classes de vinhos de soleira
- Marsala: Itália
- Moscatel: Portugal
- Palomino (uva utilizada no xerez): Espanha
- Pedro Ximénez: Espanha
- Vinho do Porto: Portugal

## Cachaça
No Brasil, o sistema soleira é usado para a proodução de cachaças como a Magnífica de Faria - Reserva Soleira, a Santo Grau Solera Pedro Ximenes (PX) e a Santo Grau Solera Cinco Botas, estas envelhecidas em barris usados para envelhecer vinho Jerez. No caso da Magnífica, a cada ano, é retirado, para engarrafamento, 50% da cachaça de soleira.